# Kuty
Kuty (ukrainisch Кути; russisch Куты, rumänisch Cuturi, deutsch selten auch Kutten) ist eine Ortschaft in der westlichen Ukraine. Sie liegt etwa 80 Kilometer südöstlich der Oblasthauptstadt Iwano-Frankiwsk am Fluss Tscheremosch.

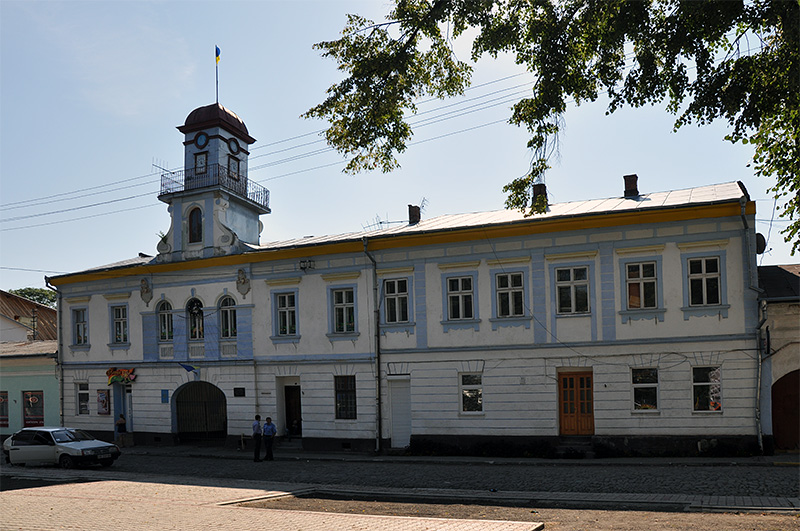
Rathaus im Ort

## Geografie
Der Ort gehört zur historischen Landschaft Pokutien, einem Teilgebiet Galiziens. Auf der gegenüberliegenden Seite liegt die zur historischen Region Bukowina gehörende Stadt Wyschnyzja. Beide Orte sind durch eine Brücke verbunden.

## Geschichte
Der Ort wurde 1469 zum ersten Mal schriftlich erwähnt und lag damals in der Adelsrepublik Polen-Litauen in der Woiwodschaft Ruthenien, 1715 erhielt er auch das Stadtrecht offiziell verliehen, dieses verlor er allerdings 1782 wieder. Kuty gehörte von 1774 bis 1918 zum österreichischen Kronland Galizien-Lodomerien und war von 1850 bis 1867 Sitz einer Bezirkshauptmannschaft, danach noch der Sitz eines Bezirksgerichts des Bezirks Kosów. Nach dem Ende des Ersten Weltkrieges gehörte Kuty zu Polen und war einer der wichtigsten Grenzübergänge nach Rumänien, zu dem damals noch eine gemeinsame Grenze bestand. Nach dem deutschen Überfall auf Polen 1939 verbrachte die polnische Staatsführung hier ihre letzten Tage auf polnischem Staatsgebiet. So traten unter anderem Präsident Ignacy Mościcki und Marschall Edward Rydz-Śmigły von hier aus zusammen mit einer großen Anzahl von Soldaten und Zivilisten mit Überquerung der rumänischen Grenze ihr Exil an. Kuty wurde im Zweiten Weltkrieg erst von der Sowjetunion und ab 1941 bis 1944 von Deutschland besetzt. Im Zuge der Rückeroberung durch sowjetische Truppen wurde die in den 1930er Jahren errichtete Brücke zerstört. Der Ort war bis 1945 ein Zentrum der Polnischen Armenier, im Ort lebten aber ebenso viele Juden und Ukrainer. Die meisten jüdischen Einwohner wurden während der deutschen Besatzungszeit ermordet. Die meisten polnischen und armenischen Einwohner verließen im Zuge der Westverschiebung Polens die Stadt. 1945 gelangte die Stadt zur Sowjetunion, dort wurde sie Teil der Ukrainischen SSR. Seit 1991 gehört Kuty ebenso wie die ehemals rumänische Schwesterstadt Wyschnyzja zur Ukraine.

## Verwaltungsgliederung
Am 12. Juni 2020 wurde die Siedlung zum Zentrum der neu gegründeten Siedlungsgemeinde Kuty (Кутська селищна громада/Kutska selyschtschna hromada), zu dieser zählen auch die 6 in der untenstehenden Tabelle aufgelisteten Dörfer; bis dahin bildete sie die Siedlungsratsgemeinde Kuty (Кутська селищна рада/Kutska selyschtschna rada) im Osten des Rajons Kossiw.
Folgende Orte sind neben dem Hauptort Kuty Teil der Gemeinde:
| Name                     | Name          | Name                           | Name         | Name |
| ukrainisch transkribiert | ukrainisch    | russisch                       | polnisch     |      |
| ------------------------ | ------------- | ------------------------------ | ------------ | ---- |
| Malyj Roschyn            | Малий Рожин   | Малый Рожин (Maly Roschin)     | Rożen Mały   |      |
| Rostoky                  | Розтоки       | Ростоки (Rostoki)              | Rostoki      |      |
| Slobidka                 | Слобідка      | Слободка (Slobodka)            | Słobódka     |      |
| Stari Kuty               | Старі Кути    | Старые Куты (Staryje Kuty)     | Kuty Stare   |      |
| Tjudiw                   | Тюдів         | Тюдов (Tjudow)                 | Tudiów       |      |
| Welykyj Roschyn          | Великий Рожин | Великий Рожин (Weliki Roschin) | Rożen Wielki |      |

## Verkehr
Zwischen 1930 und 1944 existierte ein Bahnhof mit Anschluss an die heute noch bestehende Bahnstrecke Sawallja–Wyschnyzja. Die über die Tscheremosch von polnischen Pionieren errichtete Grenzbrücke, eine kombinierte Eisenbahn- und Straßenbrücke aus Holz, über die auch die polnische Regierung 1939 ins rumänische Exil ging, wurde im Zweiten Weltkrieg zerstört. Südlich der Stadt besteht eine nach dem Zweiten Weltkrieg errichtete Straßenbrücke über den Fluss.

## Sehenswürdigkeiten
- Landschaftliche Lage am Tscheremosch
- Jüdischer Friedhof
- Armenische Kirche
- ehemalige polnische Grenzabfertigung, Architektur der 1930er Jahre, heute stark sanierungsbedürftig

## Persönlichkeiten
- Jaffa Zins, geborene Schechter (1928–2019), israelische Schriftstellerin, in Kuty geboren
- Chaim Druckman (1932–2022), israelischer Rabbiner und Politiker, in Kuty geboren